# Colonne de Wellington

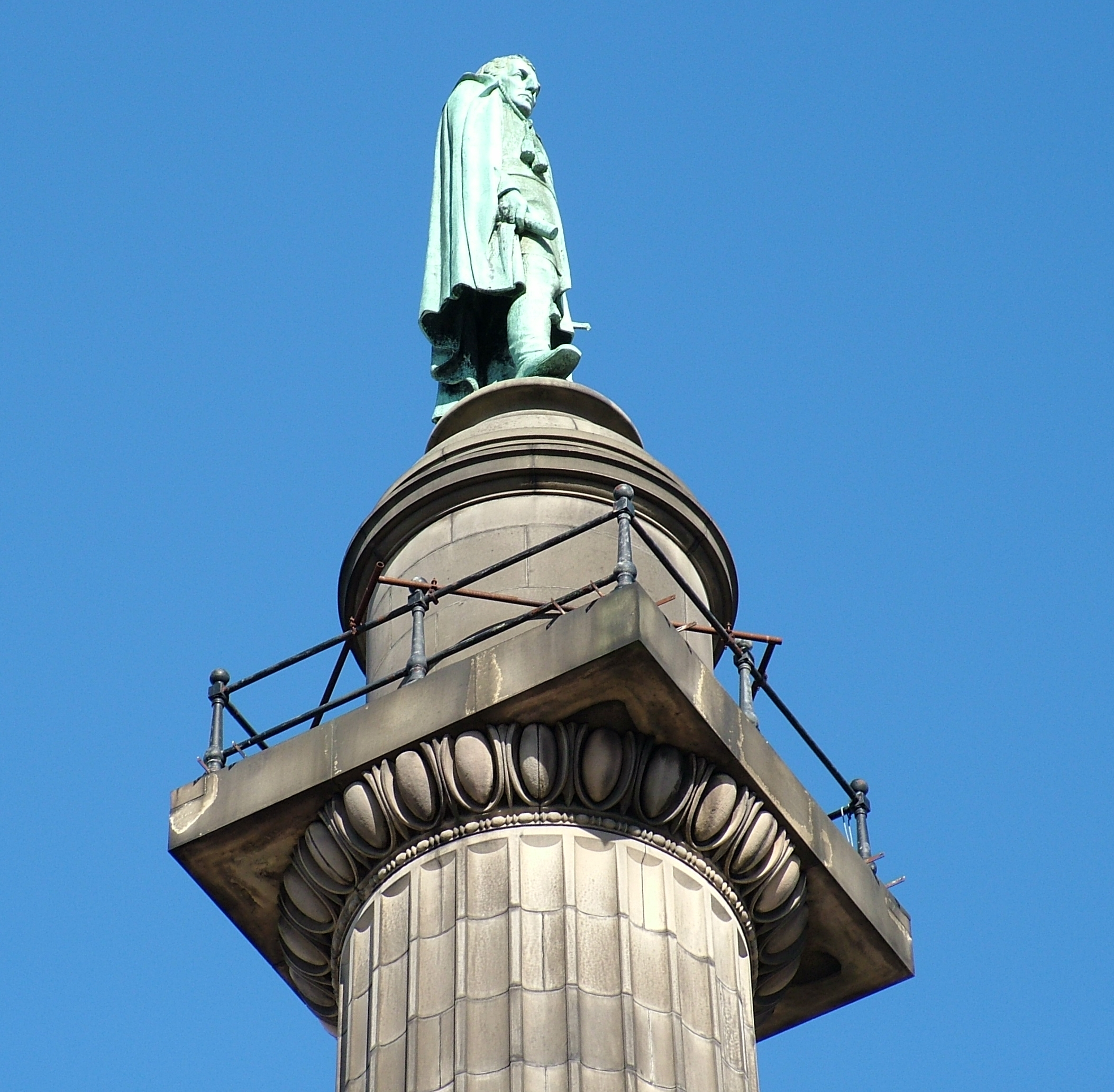
Wellington en haut de la colonne

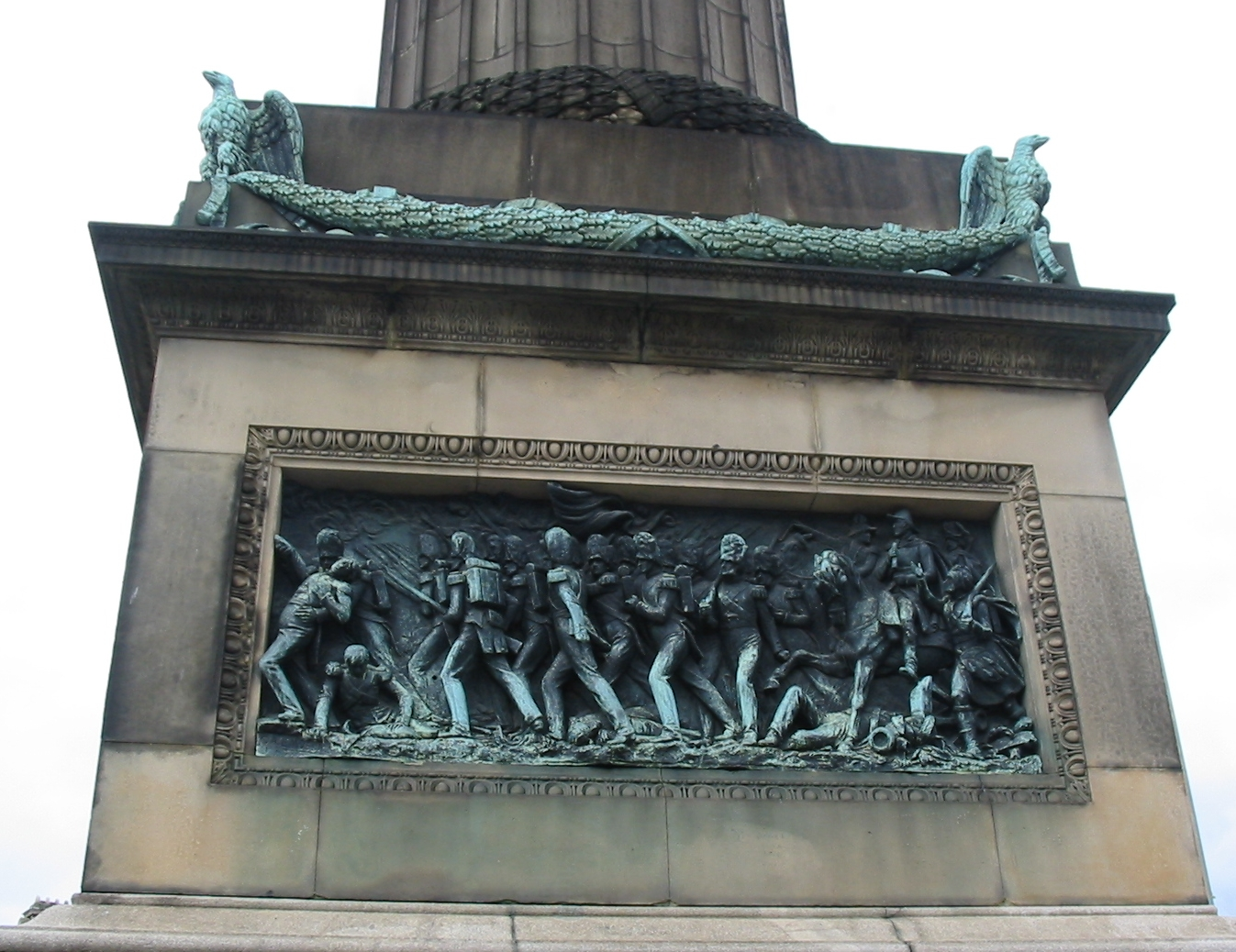
Relief de la bataille de Waterloo

La colonne de Wellington, ou le mémorial de Waterloo, est un monument au duc de Wellington situé au coin de William Brown Street et Lime Street, à Liverpool, en Angleterre. Elle est enregistrée dans la liste du patrimoine national pour l'Angleterre comme un monument classé grade II*.

## Histoire
Après la mort du duc en 1852, en commun avec d'autres villes, Liverpool a décidé d'ériger un monument pour célébrer ses réalisations. Un comité fut mis en place pour organiser les souscriptions publiques, mais l'argent tarda à rentrer. Un concours a été mis en place en 1856 pour trouver un concepteur pour la colonne, et celui-ci a été remporté par l'architecte Andrew Lawson d'Édimbourg. Il y a eu d'autres retards pendant qu'un site approprié a été trouvé, avec des sites au sommet de Duke Street et Bold Street, en face de l'hôtel Adelphi et de Prince's Park en cours d'examen avant que l'emplacement final ne soit déterminé . En 1861, un deuxième concours, cette fois pour la statue du duc, est remporté par George Anderson Lawson, frère du concepteur de la colonne. La conception de la colonne et du socle ressemble étroitement à celle du monument de Melville commémorant Henry Dundas, Lord Melville à St Andrew Square, Édimbourg  lui-même vaguement calqué sur la colonne Trajane à Rome.
La première pierre a été posée le 1er mai 1861 par le maire de Liverpool. Il y a eu d'autres retards pendant la construction du monument en raison de l'affaissement. Bien qu'il ait été inauguré le 16 mai 1863 lors d'une cérémonie à laquelle assistaient le maire et Sir William Brown, il n'était toujours pas terminé . Des reliefs représentant les victoires de Wellington et la charge à la bataille de Waterloo devaient encore être ajoutés et il a finalement été achevé vers la fin de 1865. Ces retards en ont fait « un exemple très tardif de colonne-monument pour la Grande-Bretagne ». 

## Description
Les fondations du monument sont en grès Runcorn, le piédestal est en granit et la colonne elle-même est en grès Darley Dale. La hauteur totale du monument est de 40 mètres, la colonne faisant 25 mètres et la statue 8 mètres de haut. Il repose sur une base à gradins avec un piédestal carré. De chaque côté du piédestal se trouve une plaque de bronze ; aux coins se trouvent des aigles en bronze reliés par des guirlandes sur les côtés. Debout sur le piédestal se trouve une colonne cannelée dorique romaine. Dans la colonne, 169 marches mènent à une plate-forme d'observation. Au sommet de la colonne se trouve un cylindre surmonté d'une coupole sur laquelle se dresse la statue en bronze du duc. La statue est fabriquée à partir du bronze fondu des canons capturés lors de la bataille de Waterloo. Le duc tient un parchemin dans sa main droite et sa main gauche repose sur la poignée de son épée.[réf. nécessaire]

## Voir également
- Bâtiments classés Grade II* à Liverpool – Centre-ville